# 原來是美男 (台灣電視劇)
《原來是美男》（英語：Fabulous Boys）是2013年台灣偶像劇，翻拍自韓國SBS水木迷你連續劇《原來是美男》。本劇由SPO Entertainment（日本）、可米可貴娛樂事業有限公司、大方影像製作股份有限公司聯合製作，汪東城、程予希、黃仁德、蔡旻佑、王思平主演。本劇於2012年11月3日開鏡，2013年2月21日殺青，民視於2013年5月12日起播出，八大綜合台於2013年5月18日起播出。

## 故事大綱
自幼生長於修道院的實習修女高美女原本照人生志願，打算前往希望中的羅馬修道院，學習成為正式修女。臨行之前卻猛然殺出了人氣偶像組合A.N.JELL經理人馬克，原來美女的雙胞胎哥哥高美男，被挑選成為該團新成員，卻因手術事故，無法如期簽約入團。馬克苦苦哀求之下，原先覺得荒唐拒絕的美女在最終一刻出席入團儀式。自此決定暫代哥哥，女扮男裝直至事件結束為止。美女亦希望藉着這個機會，順帶完成心底一個未有遺忘之心願......。
A.N.JELL團長黃泰京(汪東城飾)，高傲挑剔的他原本反對美女加入，但聽過其天籟般的歌聲後，決定破例接納這個新成員。以「高美男」身份加入A.N.JELL的美女，搬進團員宿舍後不斷惹出麻煩，先是在酒醉後不小心與泰京來了個意外之吻，為向泰京道歉卻又差點燒了泰京房間，甚至還連累泰京入院。諸如此類之事導致粉絲對這位新團員也充滿着不滿情緒。然而美女天真爛漫個性，卻讓另二位團員姜新禹(黃仁德飾)和Jeremy(蔡旻佑飾)慢慢接納了她。
可是美女女性身份很快就被新禹無意識破。在美女一次不小心變裝下，泰京也發現了美女的身份秘密！可二人竟然不僅沒有予以戳破，反而處處奮力維護，甚至在不知不覺中對美女產生了異樣情愫，後來就連Jeremy也因此逐漸愛上了這位坦率的小妮子。日後當美女漸漸適應團體生活時，泰京也開始對美女打開心窗，二人之間愛情暗地萌芽。
某日當紅藝人柳心凝無意中發現此件女扮男裝大機密，也得知了泰京對美女的心意，於是對泰京早有好感的心凝妒忌油然而生，後來甚至以此要脅泰京與自己扮成情侶。不知就裡的美女看見泰京與心凝的親密舉動，誤解之餘暗自神傷。屢次從中作梗設計破壞未果的心凝憤恨之餘搬出A.N.JELL前途，逼迫美女向媒體公開自己真身否則就撕破臉。於是就在高美男音樂錄像試映會上，美女身穿女裝出現會場。正當她打算揭露自己秘密時，新禹及時出現擁着美女，並向現場記者表示懷中少女是自己女友。雖然泰京感激新禹替美女解危，但也禁不住對他大起妒火，究竟新禹和泰京，哪位才是美女最閃亮的星星？

## 播出時間

### 首播
| 頻道                | 所在地   | 播放日期       | 播出時間                      |
| ------------------- | -------- | -------------- | ----------------------------- |
| 民視無線台 民視HD台 | 臺灣     | 2013年5月12日  | 每週日 22:00-23:30            |
| 八大綜合台          | 臺灣     | 2013年5月18日  | 每週六 21:00-22:30            |
| 煲劇1台             | 香港     | 2013年5月18日  | 每週六 19:30-20:45            |
| 新传媒U频道         | 新加坡   | 2013年5月18日  | 每週六 21:00-22:30            |
| 洛城18台            | 美国     | 2013年11月18日 | 每週一至週五 12:00-13:00      |
| Astro雙星           | 马来西亚 | 2014年1月8日   | 每週一至週五 22:30-23:30      |
| Astro AEC           | 马来西亚 | 2014年7月14日  | 每週一至週五 15:00-16:00      |
| GEM TV ASIA         | 越南     | 2014年3月31日  | 每週一至週五 21:00-22:00      |
| J2                  | 香港     | 2014年11月5日  | 每週一至週五 19:30-20:30      |
| DATV                | 日本     | 2014年11月26日 | 每週三 19:00-21:00（播出2集） |
| 頻道7               | 泰國     | 2017年2月16日  | 週一-週四14:10                |

### 重播
| 頻道                | 所在地   | 播放日期                   | 播出時間                              |
| ------------------- | -------- | -------------------------- | ------------------------------------- |
| 民視無線台 民視HD台 | 臺灣     | 2013年5月19日              | 每週日 12:30-14:00                    |
| 八大綜合台          | 臺灣     | 2013年5月25日              | 每週六 16:00-17:30                    |
| 八大綜合台          | 臺灣     | 2013年5月26日              | 每週日 02:00-03:30                    |
| 八大綜合台          | 臺灣     | 2014年2月10日 （至3月7日） | 每週一至週五 20:00-21:00              |
| Astro雙星           | 马来西亚 | 2014年1月9日               | 每週一至週五 21:30-22:30              |
| Astro雙星           | 马来西亚 | 2014年1月11日              | 每週六 13:30-17:30 （一星期完整重播） |
| J2                  | 香港     | 2014年10月6日              | 每週二至週六 10:00-11:00              |

## 人物介紹

### A.N.JELL
| 演員                    | 角色            | 粵語配音 | 韓國原名     | 介紹 |
| 汪東城                  | 黃泰京          | 梁偉德   | 黃泰慶       | A.N.JELL團長主唱 A.N. JELL的團長，大家稱他為泰京哥。 出生於音樂世家，相當有才華的天才創作型歌手。擁有相當高的人氣，外貌帥氣，聰明沉穩，擁有絕對的高傲與自信，給人的第一印象就像是南極般的冷酷。父親黃千秋是個國際知名指揮家，似乎遺傳到父親音樂天分，母親慕華蘭則是謎一般的神秘老歌手。從小就被母親拋棄，得不到母親關愛。雖然表面上不在乎，但心裡還是特別在意母親。在粉絲及媒體眼中，泰京是一個兼具帥氣、實力、聰明的完美無瑕的偶像。實際上，他不僅有嚴重潔癖、十分傲嬌(心裡很在意或喜歡某人、事、物，但表面會很排斥、說話一針見血)、強迫症、追求完美、夜盲症、還對許多食物過敏(諸如甲殼類)、討厭兔子跟涼麵，十分難搞。但卻有不為人知溫柔的一面而什麼事情都會默默付出。 一開始很排斥高美女，之後在幫助美女隱瞞身分的情況下漸漸對美女產生情愫，但始終不敢相信自己愛上了美女 。 |
| 程予希 （配唱：曾沛慈） | 高美女（Gemma） | 張頌欣   | 高美女       | 高美男的妹妹 高美男雙胞胎妹妹，作曲家高才賢女兒。喜歡黃泰京。從小被姑姑送到天主教會的育幼院長大，成年後決定留在修道院預備當一名修女。 由於哥哥被選為當紅偶像團體新成員，但卻因整型失敗無法如期出道，所以便決定暫代哥哥進入偶像團體。 美女天性善良、單純、樂觀、非常堅強，行事上個性十分笨拙迷糊，雖然常面臨暴露身份的窘境，還好都在緊急關頭為新禹、泰京所救。雖然處境困難，但為了從小與哥哥的共同夢想—與母親重逢，美女這次是豁出去了! 單戀泰京卻不想說出口，而自己也擔心自己配不上泰京，並一直以為泰京根本沒喜歡過自己，當以為自己自作多情想放棄時，黃泰京才喜歡上自己... |
| 程予希 （配唱：曾沛慈） | 高美男          | 張頌欣   | 高美男       | A.N.JELL貝斯手主唱 高美女雙胞胎哥哥，作曲家高才賢兒子。從小被姑姑送到天主教會的育幼院長大，成年後決定離開到外面闖天下 雖被成功選為當紅偶像團體A.N.JELL新成員，但卻因整型失敗無法如期出現簽約參與活動，所以經紀人馬克找到了美女，請美女代替美男暫時成為A.N.JELL一員。 喜歡柳心凝。 |
| 黃仁德                  | 姜新禹          | 曹啟謙   | 姜信宇       | A.N.JELL吉他手 最先知道高美男是女生的人。曾入選世界最佳電吉他手前十名，成熟穩重，事事淡定，能夠帶給別人安心感的他，曾經被戀人傷得很深，於是對愛情心如止水，卻因高美男出現讓他的心開始不平靜。對高美男的情感，讓新禹不知所措。究竟是伺機而動還是深情守候？無論如何，新禹對高美男的喜愛與日俱增，這次他是絕對不會放手的。 |
| 蔡旻佑                  | Jeremy          | 張裕東   | Jeremy       | A.N.JELL鼓手 團裡最後發現高美男是女生的人，除打鼓外還擅長鋼琴、小提琴，無論古典或流行音樂皆是他優游的音樂世界。個性陽光健康、活潑開朗、永遠笑臉迎人的他時常保有活力，像個天真無邪的孩子一般。對粉絲十分親切大方，幾乎到了有求必應的地步。因此人緣極佳，做錯事也很容易被原諒。他通常是團員當中的開心果，很喜歡開PARTY熱烈慶祝。在團中本來是大家最疼愛的團寵老么，但美男加入後讓他情緒十分複雜。 原先在喜欢美男過程中深感困惑苦惱，知曉真相後不僅萬分開心也絕對接受此事實。 |
| 王思平                  | 柳心凝          | 曾佩儀   | 柳惠妮(UHEY) | 甫出道便以甜美微笑和歌聲讓全民為之瘋狂，故有「國民精靈」美稱，加上她善於經營自己的「善行善舉」，就像童話中的美麗精靈一般。 事實上她卻愛說謊毫無度量，具有陰險殘忍本性。在鏡頭前善良美麗，一下鏡頭卻是個超級機車女。在某次誤上保母車經歷後被黃泰京稱為「大說謊精」。在與泰京傳出緋聞後，對他產生了興趣，被他姿態所吸引；在得知美男是美女所扮之後，又發現冷酷的泰京對她很特別，讓柳心凝嫉妒驅使下總以折磨美女為樂。發現高美男其實是女生之後，威脅黃泰京與她交往，否則告訴媒體揭發此事。 原先喜歡黃泰京后来放弃，體認錯誤接受泰美配後轉而喜欢美男。 |

### 其他人物
| 演員   | 角色       | 粵語配音 | 韓國原名 | 介紹 |
| 包偉銘 | 安士杰（杰哥） | 黃啟昌   | 安社長   | A.N.經紀公司社長兼副總。多年前也曾是偶像明星，《跑跑跑》為成名歌曲。 凡事積極正向思考，喜歡把不可能喬成可能。個性愛炫，口語中常夾帶英文，以表示國際化，因為將A.N.公司的藝人推向世界頂端，是安社長的終極夢想!!! |
| 陳為民 | 馬克       | 招世亮   | 馬勳易   | 美男私人經紀人，發掘美男後，因整型事件不得不求助美女佯裝頂替。個性能屈能伸非常靈活，腦子雖有點無厘頭，卻也經常有意外點子。總的來說，算是個搞笑的性情中人。 誤會美女喜歡新禹。 教美女壓鼻子以控制自己的感情。 |
| 張心妍 | 可蒂       | 林元春   | 王Coordi | 優秀造型師。目前負責A.N.JELL造型事宜，與A.N.公司關係密切。她和馬克是多年老友，兩人極有默契相互信任，維持著若有似無的男女關係。心情起伏大，一不如意就會狠揍馬克以發洩情緒。另一個知道美女身份的人。 |
| 田麗   | 慕華蘭     | 黃玉娟   | 慕華蘭   | 黃泰京母親，一位曾經風靡一時的老歌手，卻是個不稱職的母親。當年她因為喜歡美男父親高才賢，把美男父親為美男母親所做的歌佔為己有，並拋家棄子，想追隨高才賢。 黃泰京雖是她兒子，但卻一點都不瞭解黃泰京，她不知道兒子生日，忘了兒子對什麼過敏，與兒子關係非常糟糕。 偷取了高才賢作給谷夢寒的歌曲，並且對外聲稱這是高才賢為了挽留她所作的歌。 要求美女離開泰京。 |
| 劉亮佐 | 金大牌     | 陳永信   |          | 杰哥老友和明星日報記者，擁有十分敏銳的新聞嗅覺，以及媲美柯南的推理能力。因此只要嗅到任何獨家新聞的可能性就會火力全開，絕不放棄。是以他從頭到尾一直追著美男的秘密。 |
| 高玉珊 | 高美慈     | 伍秀霞   | 高美慈   | 高美男、高美女姑姑，在夜市與原住民朋友一起賣鹹豬肉。因為欠錢就決定去找人氣團體A.N.JELL侄子高美男幫忙還債，後來還在美男宿舍住下了。由於慕華蘭找上她，告知要求重新翻唱弟弟高才賢的歌曲，打算給她版權費。不過在與慕華蘭的交談中，她瞭解了弟弟不為人知的一面。 慕華蘭是她的偶像。                                                                             |
| 徐千京 | 心凝助理   | 凌晞     |          | 心凝助理。 |
| 夏語心 | 丁亞姿     | 凌晞     | 小百合   | A.N.JELL歌友會會長。 |
| 劉紀範 | 劉紀範     |          |          | A.N.JELL歌迷。 |
| 邱慧雯 | 邱慧雯     |          |          | A.N.JELL歌迷。 |
| 莫棠予 | 莫棠予     |          |          | A.N.JELL歌迷。 |

### 客串演出
| 演員                | 角色            | 粵語配音 | 介紹 | 登場集數     |
| 朴信惠              | 教堂女孩        | 何璐怡   | 韓國原劇女主角（特別出演）。 禮拜期間聽A.N.JELL表演的信眾，不理會高美女警告還故意講韓語+調音量兼鬼臉裝傻。甚至手機被打飛到講台造成騷動前抱怨：「原劇才不是這樣開始的！」，最後以「高美男 fighting」為本劇開場。 | 1            |
| 宋米秦              | 宋米秦          | 曾佩儀   | A.N.JELL師姐，組合Dream Girls成員，派對上的表演團體。 | 1            |
| 李毓芬              | 李毓芬          | 鄭麗麗   | A.N.JELL師姐，組合Dream Girls成員，派對上的表演團體。 | 1            |
| 郭雪芙              | 郭雪芙          | 劉惠雲   | A.N.JELL師姐，組合Dream Girls成員，派對上的表演團體。 | 1            |
| 東衛                | 東城衛          |          | （僅有聲音出現）。 | 1            |
| SpeXial             | SpeXial         |          | A.N.JELL師兄，派對上的表演團體。參加電視節目「娛樂玩家」的團體。 | 1,5          |
| 李璇                | 院長修女        | 伍秀霞   | 修道院負責人，時常指點高美女人生方向。 | 1,6          |
| 高山峰              | 變態男子        |          | 跟蹤要去領機票的路上的高美女，後來被馬克打昏。 | 1            |
| 黃一嘉              | 林秘書          | 林筠翔   | 安社長秘書。 | 1-3,5-6,8,10 |
| 季澤                | 慕秘書          | 黃積權   | 慕華蘭秘書。 | 1            |
| 樂樂                | 小高美男        | 魏惠娥   | 答應小高美女一定會找到媽媽，發誓長大要成為有名的歌手。 | 1            |
| 媃媃                | 小高美女        | 張頌欣   | 相信哥哥一定有辦法可以找到媽媽。 | 1            |
| 沈昶宏              | 小黃泰京        |          | 總是被媽媽丟在家裡，對蝦子過敏，個性獨立。 | 3,5,10       |
| 唐乃崢              | 平面攝影師      | 葉振聲   | A.N.JELL拍攝年度公益大使宣傳照的攝影師。 | 2            |
| 大目                | 大目            |          | A.N.JELL練舞的舞蹈老師。 | 2            |
| 玄野                | 玄野            |          | 和A.N.JELL一起練舞的舞群。 | 2            |
| 智威                | 智威            |          | 和A.N.JELL一起練舞的舞群。 | 2            |
| 洛凱                | 洛凱            |          | 和A.N.JELL一起練舞的舞群。 |              |
| 金勤                | VCR導演         | 麥皓豐   | A.N.JELL拍攝新專輯VCR的導演，設定拍攝主題為「破水而出」。 | 3            |
| 陳乃榮              | 高才賢 （高父） | N/A      | 高美男、高美女父親（僅出現於照片中）。 | 3,12         |
| 徐麗雲              | 育幼院院長      |          | 反對A.N.JELL來育幼院慈善表演。 | 4            |
| 鄧筠庭              | 小女孩          | 何璐怡   | 育幼院裡的小女孩。 | 4,13         |
| GIGI                | 廣播主持人      |          | 和Jeremy很要好，想讓他當廣播節目的特別來賓。 | 4,12         |
| 沈玉琳              | 沈玉琳          | 麥皓豐   | A.N.JELL剛出道時所上的電視節目《娛樂玩家》主持人。 | 5            |
| 小蝦                | 小蝦            |          | A.N.JELL剛出道時所上的電視節目《娛樂玩家》主持人。 | 5            |
| 吳廷宏 （北原山貓） | 山上老伯        | 朱子聰   | 警告黃泰京有山豬。 | 7            |
| 簡漢宗              | MV導演          | 潘文柏   | 拍攝高美男新專輯MV的導演。 | 8            |
| 蔡芷紜              | 谷夢涵 （高母） | N/A      | 高美男、高美女母親（僅出現於照片中）。 | 12,13        |
| 林廉                | 余仲和          |          | 黃泰京前去拜訪的老師。 | 12           |

## 音樂
| 曲別   | 歌名                      | 演唱者               | 作詞    | 作曲                                       | 備註                                                                |
| 片頭曲 | 約定                      | 汪東城               | 黃文萱  |                                            |                                                                     |
| 插曲   | Panis Angelicus(天使之糧) | 曾沛慈               |         | César-Auguste-Jean-Guillaume-Hubert Franck | 第1集 原唱：Charlotte Church                                        |
| 插曲   | 半個人                    | 汪東城               | 余琛懋  | 羅復中                                     |                                                                     |
| 插曲   | 一生守候                  | 汪東城               | 武雄    | 張朵朵                                     | 第12,13集 原唱：陳淑樺                                              |
| 插曲   | 相信嗎（by A.N.JELL）     | 汪東城 曾沛慈 蔡旻佑 | 黃文萱  |                                            |                                                                     |
| 插曲   | 愛情怎麼喊停              | 曾沛慈               | Kenn Wu | 余琛懋                                     |                                                                     |
| 插曲   | 最安靜的話                | 蔡旻佑               | 黃祖蔭  | 康小白                                     |                                                                     |
| 插曲   | 情瓜                      | 蔡旻佑               | 蔡旻佑  | 蔡旻佑                                     | 第12集 （為蔡旻佑2012年專輯《超級右腦》曲目之一，並未收入原聲帶內） |
| 片尾曲 | 好不好                    | 蔡旻佑               | 蔡旻佑  | 蔡旻佑                                     |                                                                     |

《原來是美男電視原聲帶》（2013年6月4日發行，華納唱片製作）
| 原來是美男 | 原來是美男                           | 原來是美男 | 原來是美男 | 原來是美男           | 原來是美男 |
| 曲序       | 曲目                                 |            | 作曲       | 演唱                 | 时长       |
| ---------- | ------------------------------------ | ---------- | ---------- | -------------------- | ---------- |
| 1.         | 約定                                 | 黃文萱     |            | 汪東城 蔡旻佑 曾沛慈 | 3:48       |
| 2.         | 最安靜的話                           | 黃祖蔭     | 康小白     | 蔡旻佑               | 4:12       |
| 3.         | 相信嗎（solo version）               | 黃文萱     |            | 汪東城               | 4:24       |
| 4.         | 黑暗中，我的星星在哭（好不好配樂版） |            | 蔡旻佑     |                      | 4:27       |
| 5.         | 半個人                               | 余琛懋     | 羅復中     | 汪東城               | 4:25       |
| 6.         | 高美男fighting!（約定配樂版）        |            | 韓成浩     |                      | 4:01       |
| 7.         | 好不好                               | 蔡旻佑     | 蔡旻佑     | 蔡旻佑               | 3:30       |
| 8.         | 一生守候                             | 武雄       | 張朵朵     | 汪東城               | 4:21       |
| 9.         | 愛情怎麼喊停                         | 余琛懋     | Kenn Wu    | 曾沛慈               | 4:24       |
| 10.        | 相信嗎                               | 黃文萱     |            | 汪東城 蔡旻佑 曾沛慈 | 3:58       |

## 收視率
| 播映日期      | 集數 | 平均收視 | 收視排名 | 備註                                                       |
| ------------- | ---- | -------- | -------- | ---------------------------------------------------------- |
| 2013年5月12日 | 1    | 1.16     | 2        | 首播                                                       |
| 2013年5月19日 | 2    | 1.00     | 2        |                                                            |
| 2013年5月26日 | 3    | 1.22     | 2        |                                                            |
| 2013年6月2日  | 4    | 0.91     | 2        | 同時段偶像劇《金大花的華麗冒險》和《借用一下你的愛》大結局 |
| 2013年6月9日  | 5    | 0.92     | 3        |                                                            |
| 2013年6月16日 | 6    | 1.08     | 2        |                                                            |
| 2013年6月23日 | 7    | 0.94     | 2        |                                                            |
| 2013年6月30日 | 8    | 1.27     | 2        |                                                            |
| 2013年7月7日  | 9    | 1.15     | 2        |                                                            |
| 2013年7月14日 | 10   | 1.26     | 2        |                                                            |
| 2013年7月21日 | 11   | 1.11     | 2        |                                                            |
| 2013年7月28日 | 12   | 0.86     | 2        |                                                            |
| 2013年8月4日  | 13   | 0.97     | 2        |                                                            |
| 平均收視      |      | 1.07     |          | 四捨五入取至小數點後第2位                                  |

- 同時段節目：中視《借用一下你的愛》／《愛情急整室》、華視《K歌·情人·夢》／《我愛幸運七》（重播）、台視《金大花的華麗冒險》／《真愛黑白配》
- 資料來源：中時娛樂

## 製作團隊
- 原著：洪貞恩、洪美蘭
- 製作：王信貴、王傳仁、丁逸筠
- 編審：王筠秀
- 編劇：黃雅勤、陳漢璿、王宥蓁
- 導演：吳建新
- 製作：SPO Entertainment、可米可貴娛樂事業有限公司、大方影像製作股份有限公司
- 協力製作：有所本創作
- 音樂指導：吳嘉莉
- 配樂編曲：吳家祥、許勝雄、林國凱、林碧霞、羅毓庭、熊祖聖、呂建鋒
- 後製配樂：簡淑歡

## 場景
- 自然捲北歐風格旅店（A.N.JELL宿舍外觀）[1]
- 調色盤築夢會館（客廳及餐廳）[1]
- 獨立森林Villa（黃泰京房間）[1]
- 日本沖繩（高美男與A.N.JELL拍MV地點）[2]

## 周邊商品

### 電視原聲帶
| 出版日期     | 出版商   | 商品名               |
| ------------ | -------- | -------------------- |
| 2013年6月4日 | 華納唱片 | 原來是美男電視原聲帶 |

### 書籍
| 出版日期      | 出版商   | 書名                  |
| ------------- | -------- | --------------------- |
| 2013年7月24日 | 大藝出版 | 原來是美男 電視寫真書 |

### 小物
| 出版日期     | 出版商   | 商品名               |
| ------------ | -------- | -------------------- |
| 2013年8月4日 | 大鴻藝術 | 星星項鍊劇中款（銀） |
| 2013年8月4日 | 大鴻藝術 | 星星項鍊劇中款（金） |

## 大事件
- 2012年11月3日，原來是美男開機。[3]
- 2013年2月21日，原來是美男全劇殺青。[3][4]

## 相關新聞
- （页面存档备份，存于）
- 汪東城作戲PK張根碩 美男竟靠畫眼線 （页面存档备份，存于）
- 汪東城扮《美男》拒瞧張根碩 台版製作費難得勝韓版 （页面存档备份，存于）
- 大東又把炎亞綸拋腦後 飛輪海內訌升溫 （页面存档备份，存于）
- 《美男》強碰桌球賽 黃泰京洗肌肌撐收視 （页面存档备份，存于）
- 汪東城對岸叫賣衛生棉 大姨媽助撈千萬 （页面存档备份，存于）
- 台版《美男》樂樂程予希 短髮、大眼睛撞臉女神郭雪芙 （页面存档备份，存于）
- 大東洞洞裝 肌尬深V黃仁德
- 《美男》南下慰安粉絲　獨缺大東
- 蔡旻佑開朗哥哥型 程予希直呼喜歡 （页面存档备份，存于）
- 美男重返鐵達尼 3人連環抱
- 大東5度反串上癮　發願扮女50次 （页面存档备份，存于）
- 老梗玩不膩 偶像劇「雞兔同籠」迸愛火
- 非譙不可的戲劇：《原來是美男》選角輸日版 結局高潮收視跌 （页面存档备份，存于）
- 《原來是美男》同居祕密基地 宜蘭民宿3拼 （页面存档备份，存于）

## 外部連結
- 原來是美男的Facebook專頁
- 民視《原來是美男》官方網站（繁體中文）
- 八大《原來是美男》官方網站（繁體中文）
- 原來是美男官網 （页面存档备份，存于）（繁體中文）
- 香港無綫電視《原來是美男》官方網站 （页面存档备份，存于）（繁體中文）
- 互联网电影数据库（IMDb）上《原來是美男》的资料（英文）

## 作品的變遷
| 臺灣 民視無線台、民視HD台 每週日 22:00 - 23:30 | 臺灣 民視無線台、民視HD台 每週日 22:00 - 23:30  | 臺灣 民視無線台、民視HD台 每週日 22:00 - 23:30 |
| ---------------------------------------------- | ----------------------------------------------- | ---------------------------------------------- |
|                                                | 原來是美男 （2013年5月12日－2013年8月4日）      |                                                |
| 美人龍湯 （2013年1月27日－2013年5月5日）       | 我愛你愛你愛我 （2013年8月11日－2013年11月3日） |                                                |

| 臺灣 八大綜合台 每週六 21:00 - 22:30     | 臺灣 八大綜合台 每週六 21:00 - 22:30            | 臺灣 八大綜合台 每週六 21:00 - 22:30     |
| ---------------------------------------- | ----------------------------------------------- | ---------------------------------------- |
|                                          | 原來是美男 （2013年5月18日－2013年8月10日）     |                                          |
| 美人龍湯 （2013年2月2日－2013年5月11日） | 我愛你愛你愛我 （2013年8月17日－2013年11月9日） |                                          |
| 每週一至週五 20:00 - 21:00               |                                                 |                                          |
| 海派甜心 （2014年1月2日－2014年2月7日）  | 原來是美男 （2014年2月10日－2014年3月7日）      | 流星花園 （2014年3月11日－2014年5月1日） |

| 新加坡 新传媒U频道 每週六 21:00 - 22:30  | 新加坡 新传媒U频道 每週六 21:00 - 22:30          | 新加坡 新传媒U频道 每週六 21:00 - 22:30 |
| ---------------------------------------- | ------------------------------------------------ | --------------------------------------- |
|                                          | 原來是美男 （2013年5月18日－2013年8月10日）      |                                         |
| 美人龍湯 （2013年3月9日－2013年5月11日） | 我可能不會愛你 （2013年8月17日－2013年11月23日） |                                         |

| 香港 無綫網絡電視煲劇1台 每週六 15:00-16:15及19:30-20:45 · 7月6日起 15:00-16:15及19:45-21:00                                                                                 | 香港 無綫網絡電視煲劇1台 每週六 15:00-16:15及19:30-20:45 · 7月6日起 15:00-16:15及19:45-21:00                                                                 | 香港 無綫網絡電視煲劇1台 每週六 15:00-16:15及19:30-20:45 · 7月6日起 15:00-16:15及19:45-21:00 |
| --- | --- | -------------------------------------------------------------------------------------------- |
| | 原來是美男 （2013年5月18日－2013年8月10日） |                                                                                              |
| 熟男實習醫生（第1-8集） （2013年4月20日－2013年5月11日） （14:00-16:00、18:30-20:30） 海雲台的戀人（第1-10集） （2013年4月13日－2013年5月11日） （16:00-18:30、20:30-23:00） | 女醫神Doctor X （2013年8月17日－2013年9月7日） （14:00-16:00、18:30-20:30） 信義（第15-24集） （2013年8月17日－2013年10月19日） （16:00-17:15、20:30-21:45） |                                                                                              |
| 香港 無綫電視J2 每週一至週五 19:30 - 20:30 | |                                                                                              |
| 牽牛的夏天 （2014年9月26日－2014年11月4日） | 原來是美男 （2014年11月5日－2014年12月2日） | 幸福的麵條 （2014年12月4日－2015年1月28日）                                                  |

| 马来西亚 Astro雙星 每週一至週五 22:30 - 23:30 | 马来西亚 Astro雙星 每週一至週五 22:30 - 23:30 | 马来西亚 Astro雙星 每週一至週五 22:30 - 23:30 |
| --------------------------------------------- | --------------------------------------------- | --------------------------------------------- |
|                                               | 原來是美男 （2014年1月8日－2014年2月4日）     |                                               |
| 真愛黑白配 （2013年11月22日－2014年1月7日）   | 愛的生存之道 （2014年2月5日－2014年3月4日）   |                                               |